# Gabinete Daladier I
O Gabinete Daladier I foi o ministério formado por Édouard Daladier em 31 de janeiro de 1933 e dissolvido em 24 de outubro do mesmo ano. Foi o 92º gabinete da Terceira República Francesa, sendo antecedido pelo Gabinete Paul-Boncour e sucedido pelo Gabinete Sarraut I.

## Contexto
Édouard Daladier foi nomeado Presidente do Conselho de Ministros no final de janeiro de 1933, acumulando também o Ministério da Guerra.
Na política externa, Daladier foi partidário, em 7 de junho de 1933, do "Pacto das Quatro Potências", assinado com o Reino Unido, a Alemanha e a Itália, buscando promover a integração da Alemanha do Chanceler Adolf Hitler na Liga das Nações.
Daladier renunciou em meio a uma grande oposição parlamentar, sendo substituído por Albert Sarraut, mas permanecendo como ministro da Guerra.

## Composição
- Presidente da República: Albert Lebrun
- Presidente do Conselho de Ministros: Édouard Daladier
- Ministro dos Estrangeiros: Joseph Paul-Boncour
- Ministro da Justiça: Eugène Penancier
- Ministro do Interior: Camille Chautemps
- Ministro da Guerra: Édouard Daladier
- Ministro das Finanças: Georges Bonnet
- Ministro da Educação Nacional: Anatole de Monzie
- Ministro das Obras Públicas: Joseph Paganon
- Ministro da Agricultura: Henri Queuille
- Ministro do Comércio e Indústria: Louis Serre
- Ministro dos Correios, Telégrafos e Telefones: Laurent Eynac
- Ministro do Trabalho e Segurança Social: François Albert
- Ministro das Pensões: Edmond Miellet
- Ministro da Saúde Pública: Charles Daniélou
- Ministro das Colônias: Albert Sarraut; Albert Dalimier
- Ministro da Marinha: Georges Leygues; Albert Sarraut
- Ministro do Ar: Pierre Cot
- Ministro da Marinha Mercante: Eugène Frot
- Ministro do Orçamento: Lucien Lamoureux

## Realizações
- Promoção de uma política de apaziguamento das potências fascistas.[4]